# Haugaland
L'Haugaland o Haugalandet  è un distretto della Norvegia situato sulla costa occidentale del paese. L'Haugaland è uno dei 15 distretti della regione Vestlandet.
Dal punto di vista geografico l'Haugaland è una penisola tra il Bømlafjorden nella contea del Vestland e il Boknafjorden nella contea del Rogaland. Dal punto di vista amministrativo l'Haugaland si estende su una superficie leggermente superiore della penisola. L'Haugaland include la municipalità di Sveio nella contea di Vestland e le municipalità di Haugesund, Karmøy, Utsira, Tysvær, Bokn, e Vindafjord nel Rogaland. A volte anche la municipalità di Etne (nel Vestland) è considerata parte dell'Haugaland. Il centro della regione è la città di Haugesund. Nel 2015 l'Haugaland contava una popolazione di 99.293 persone.